# NGC 2056
NGC 2056 is een open sterrenhoop in het sterrenbeeld Tafelberg. Het hemelobject werd op 24 december 1834 ontdekt door de Britse astronoom John Herschel.

## Synoniemen
- ESO 56-SC172